# Supercoppa del Portogallo 2007 (hockey su pista)
La Supercoppa del Portogallo 2007 è stata la 25ª edizione dell'omonima competizione portoghese di hockey su pista. 
Il trofeo è stato vinto dal Porto per la quindicesima volta nella sua storia.

## Squadre partecipanti
| Club             | Qualificazione                       | Partecipazioni precedenti (il grassetto indica la vittoria)                                                |
| ---------------- | ------------------------------------ | --- |
| Porto            | Detentore della 1ª Divisão           | 1984, 1985, 1986, 1987, 1988, 1989, 1990, 1991, 1992, 1996, 1998, 1999, 2000, 2002, 2003, 2004, 2005, 2006 |
| Académico Cambra | Detentore della Coppa del Portogallo | Esordiente                                                                                                 |

## Risultati
| Squadra 1 | Risultato | Squadra 2        |
| --------- | --------- | ---------------- |
| Porto     | 5 - 1     | Académico Cambra |

| Porto 22 settembre 2007 | Porto | 5 – 1 | Académico Cambra |  |